# モルテザ・プーラリガンジ
モルテザ・プーラリガンジ（ペルシア語: مرتضی پورعلی‌گنجی、1992年4月19日 - ） は、イランのサッカー選手。イラン代表。ポジションはDFまたはMF。

## 来歴

### クラブ
2010年にナフト・テヘランFCで選手となった。2011年に行われたペイカーンFC戦で初得点、4-1の勝利でこの試合を終えている。
2015年2月25日に中国サッカー・スーパーリーグの天津泰達足球倶楽部に1年契約で移籍。4月8日の河南建業足球倶楽部戦で初出場、6月4日の杭州緑城足球倶楽部戦で初得点し2-2の引分に試合を持ち込んだ。シーズン終了後に契約を更新せず退団。
ヨーロッパや中国のクラブからオファーが来る中で、これらを蹴って2016年1月8日にカタール・スターズリーグのアル・サッドに移籍。アル・サッドに移籍した理由の一つとしてシャビ・エルナンデスとプレイ出来る事を挙げた。1月20日に4ヶ月の契約を結び、シーズン末までの在籍で合意した。2月に行われたアル・アラビ・ドーハ戦で初得点、3-1の勝利となった。

### 代表
U-17代表としては2009 FIFA U-17ワールドカップに出場した。
U-23代表としては、2012年にアリレザ・マンスーリアン監督の下レギュラーに選抜、同年10月の2014年アジア競技大会に出場した。
アジア競技大会でのパフォーマンスが認められると、A代表のカルロス・ケイロス監督は彼をポルトガルでのトレーニングキャンプに招集した。GDエストリル・プライア、SLベンフィカとの親善試合に出場した。その後、11月18日の韓国代表との親善試合の際にもメンバー入りした。12月30日にはAFCアジアカップ2015に出場するメンバーに選抜され、1月4日のイラク代表戦で初出場を飾った。この試合は1-0で勝利した。
AFCアジアカップ2015のバーレーン代表戦ではスターティングイレブンに選抜され、この試合は2-0の勝利となった。第2試合のカタール代表戦では好調なパフォーマンスを見せ、この節のベストイレブンに選抜された。準々決勝のイラク代表戦では代表初得点、これによって3-3の引分となりPK戦に縺れ込んだが、PKで7-6とされ惜しくも敗北した。

## 個人成績
2016年6月2日現在

### クラブ
| 2010-11  | ナフト・テヘラン |          | プロ     | 12       | 2        | 0          | 0          | 12       | 2        |
| 2011-12  | ナフト・テヘラン |          | プロ     | 16       | 0        | 1          | 0          | 17       | 0        |
| 2012-13  | ナフト・テヘラン |          | プロ     | 11       | 0        | 0          | 0          | 11       | 0        |
| 2013-14  | ナフト・テヘラン |          | プロ     | 21       | 0        | 1          | 0          | 22       | 0        |
| 2014-15  | ナフト・テヘラン |          | プロ     | 13       | 0        | 2          | 1          | 15       | 1        |
| 中国     | 中国             | 中国     | 中国     | リーグ戦 | リーグ戦 | FA杯       | FA杯       | 期間通算 | 期間通算 |
| 2015     | 天津泰達         | 3        | 超級     | 26       | 2        | 1          | 0          | 27       | 2        |
| カタール | カタール         | カタール | カタール | リーグ戦 | リーグ戦 | オープン杯 | オープン杯 | 期間通算 | 期間通算 |
| 2015-16  | アル・サッド     | 5        | スターズ | 8        | 2        | 0          | 0          | 8        | 2        |
| 通算     | イラン           | イラン   | プロ     | 73       | 2        | 4          | 1          | 77       | 3        |
| 通算     | 中国             | 中国     | 超級     | 26       | 2        | 1          | 0          | 27       | 2        |
| 通算     | カタール         | カタール | スターズ | 8        | 2        | 0          | 0          | 8        | 2        |
| 総通算   | 総通算           | 総通算   | 総通算   | 107      | 6        | 5          | 1          | 112      | 7        |

## 代表歴

### 出場大会
- イラン代表
  - 2018 FIFAワールドカップ
  - 2022 FIFAワールドカップ

### 試合数
- 国際Aマッチ 55試合 3得点（2015年-）[11]

| イラン代表 | 国際Aマッチ | 国際Aマッチ |
| 年         | 出場        | 得点        |
| ---------- | ----------- | ----------- |
| 2015       | 10          | 2           |
| 2016       | 6           | 0           |
| 2017       | 9           | 0           |
| 2018       | 7           | 0           |
| 2019       | 9           | 0           |
| 2020       | 1           | 0           |
| 2021       | 2           | 1           |
| 2022       | 6           | 0           |
| 2023       | 5           | 0           |
| 通算       | 55          | 3           |

### 得点
| #  | 日附           | 場所                               | 対戦相手         | 得点 | 結果 | 大会                                   |
| -- | -------------- | ---------------------------------- | ---------------- | ---- | ---- | -------------------------------------- |
| 1. | 2015年1月23日  | キャンベラ・キャンベラ・スタジアム | イラク           | 2–2  | 3–3  | AFCアジアカップ2015                    |
| 2. | 2015年11月12日 | テヘラン・アザディ・スタジアム     | トルクメニスタン | 1–0  | 3–1  | 2018 FIFAワールドカップ・アジア2次予選 |

## タイトル

### クラブ

#### アル・サッド
- カタール・カップ

 優勝 (1) : 2017
- アミールカップ

 優勝 (1) : 2017
- シェイク・ジャシムカップ

 優勝 (1) : 2017

#### ペルセポリス
- イラン・プロリーグ

 優勝 (1) : 2022-23
- ハズフィ・カップ

 優勝 (1) : 2022-23
- イラン・スーパーカップ

 優勝 (1) : 2023